# Stihl
Ne doit pas être confondu avec Still.
Andreas Stihl AG & Co. KG est une entreprise allemande produisant du matériel de motoculture forestier, notamment des tronçonneuses. Son siège social est situé à Waiblingen, près de Stuttgart. En 1926, Andreas Stihl crée l'entreprise et lance la première tronçonneuse Stihl : une tronçonneuse à deux personnes avec moteur électrique (puissance 2,2 kW, 48 kg). Depuis l'entreprise est devenue une des principales entreprises dans ce domaine. Elle est présente dans 160 pays et emploie plus de 14 000 personnes.
Les produits Stihl incluent, en plus des tronçonneuses, des débroussailleuses, des  taille-haies, des souffleurs et des atomiseurs, des appareils de nettoyage, des découpeuses à disque et des tarières ainsi que des équipements de protection et des accessoires. Cette gamme est complétée par des produits dédiés au jardin, comme des tondeuses et des broyeurs.

## Historique

### STIHL France
La marque Stihl est présente en France depuis 1950. D'abord représentée par un importateur exclusif, Stihl crée en 1984 sa filiale de distribution française dans l’est parisien, à Torcy. À partir de 1984, Stihl France travaille avec un réseau dense de spécialistes. Ce réseau compte plus de 1 500 points de vente.
En 1992, la gamme de produits Viking (tondeuses, broyeurs, motobineuses…) s'ajoute aux matériels distribués par Stihl en France. En 2015, STIHL France met en service un nouvel entrepôt de 12 000 m2 de surface utile à Quincy-Voisins.

## Quelques produits

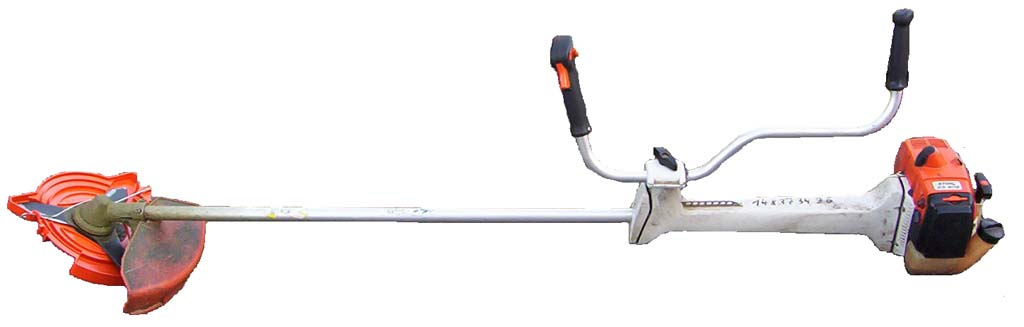
Débroussailleuse FS 350.
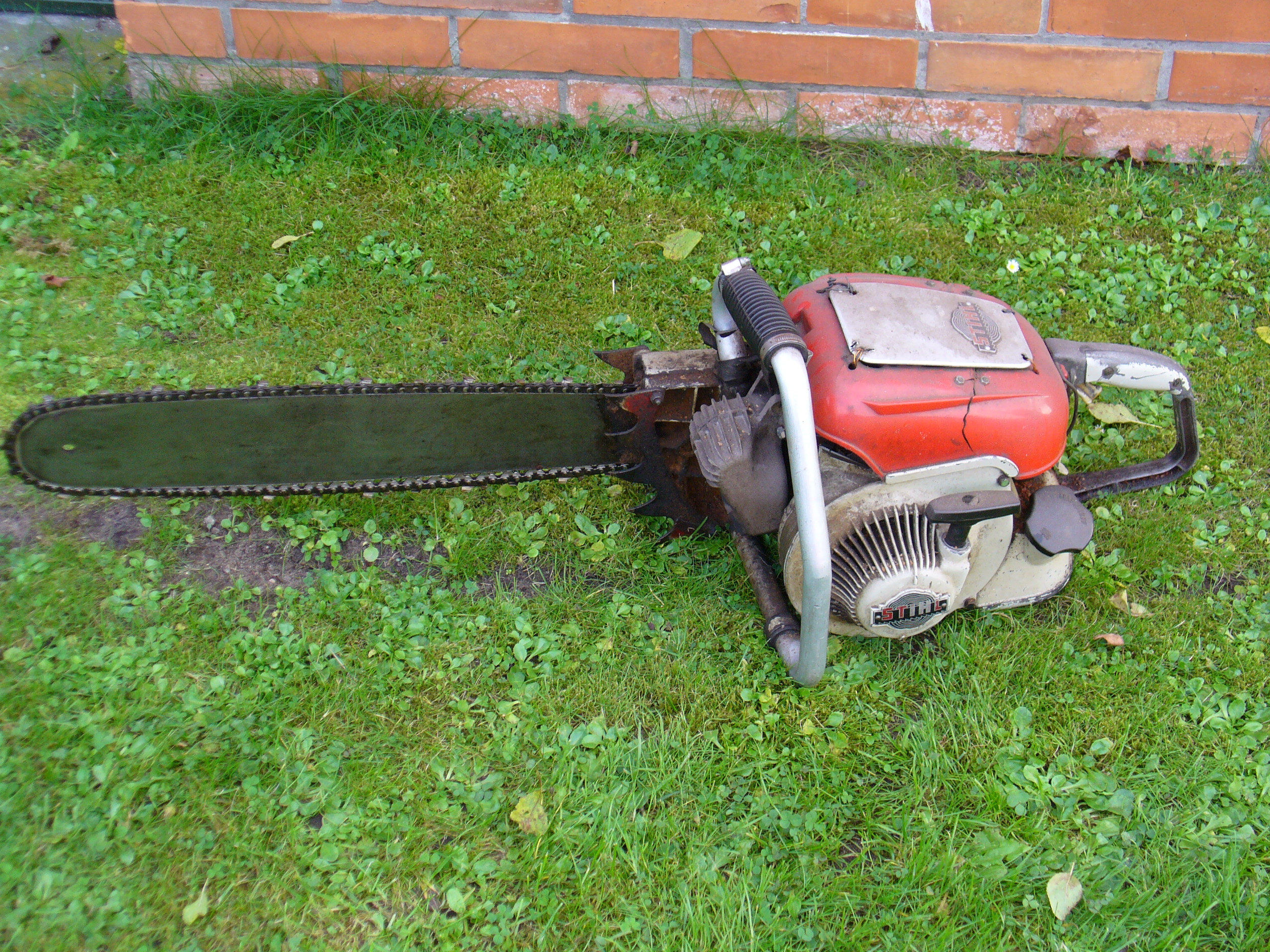
La tronçonneuse Stihl contra.
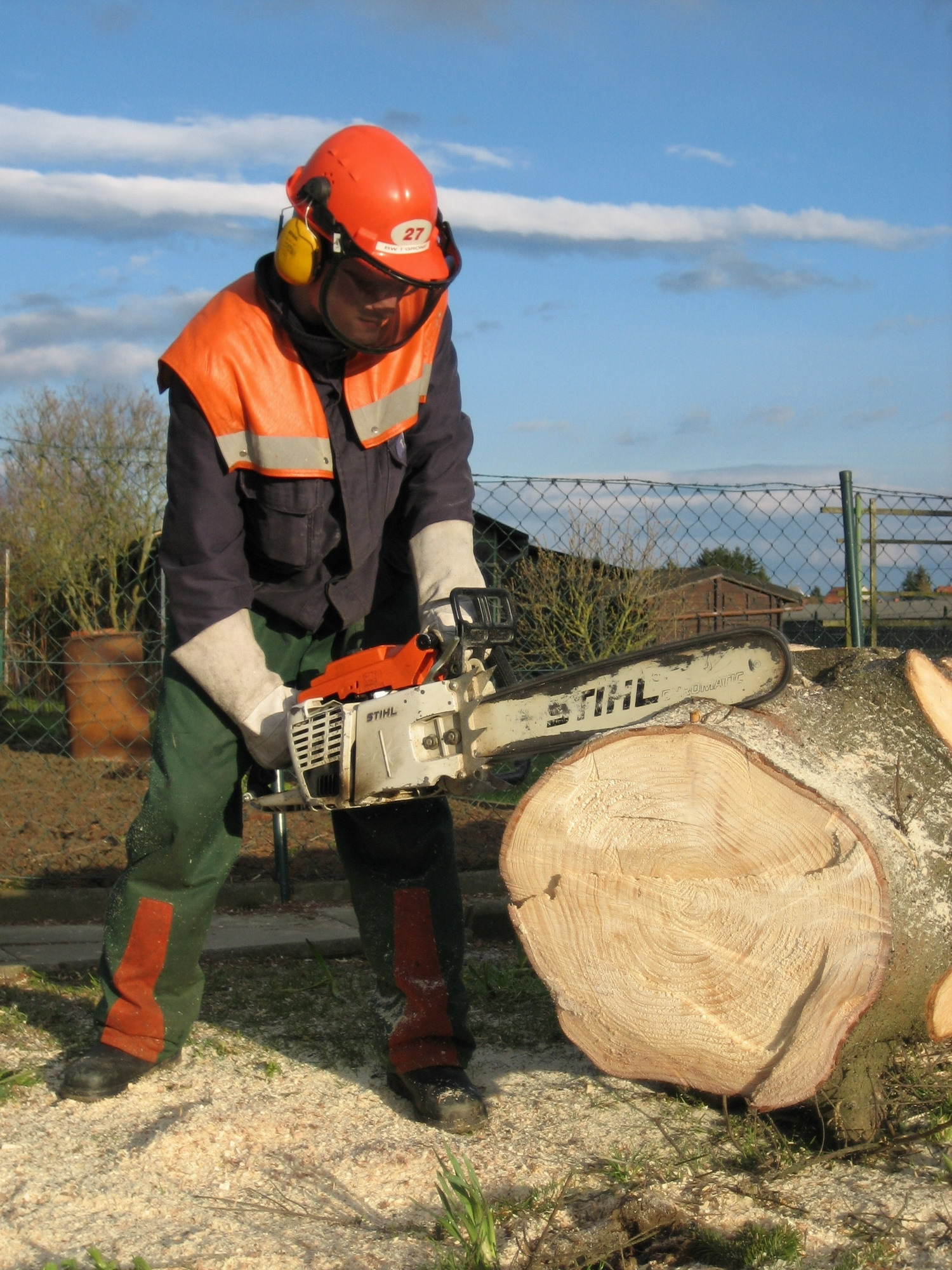
Une tronçonneuse en action.
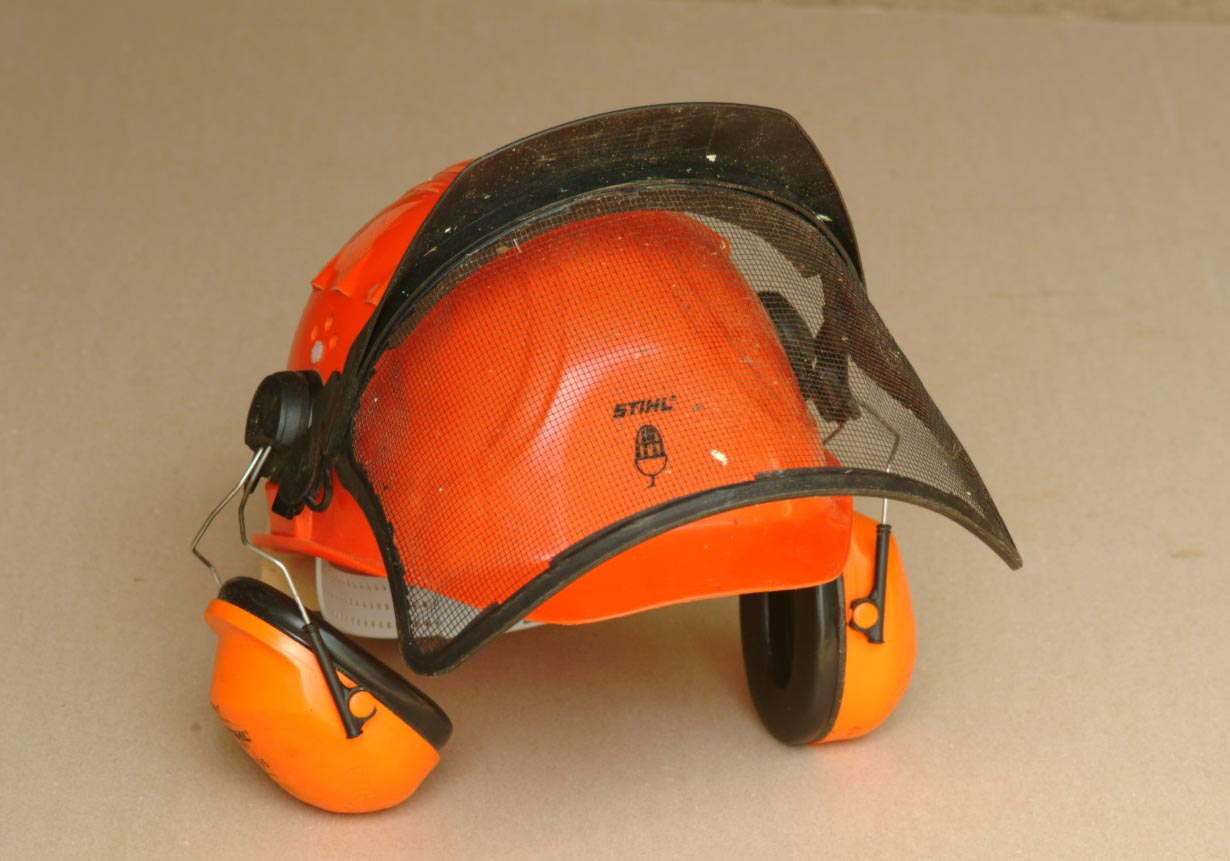
Un casque de protection.
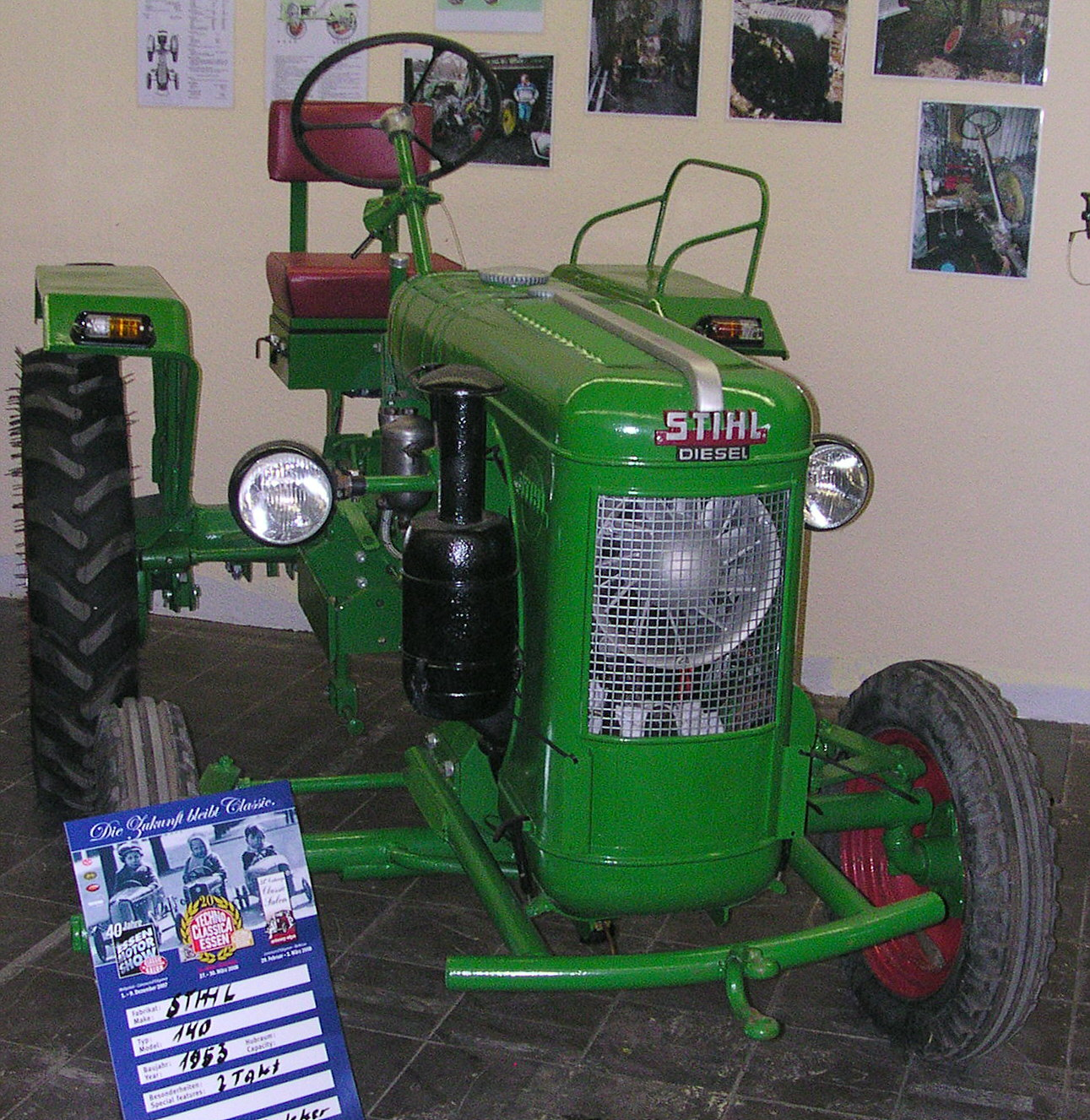
Tracteur Stihl 140 (1953).
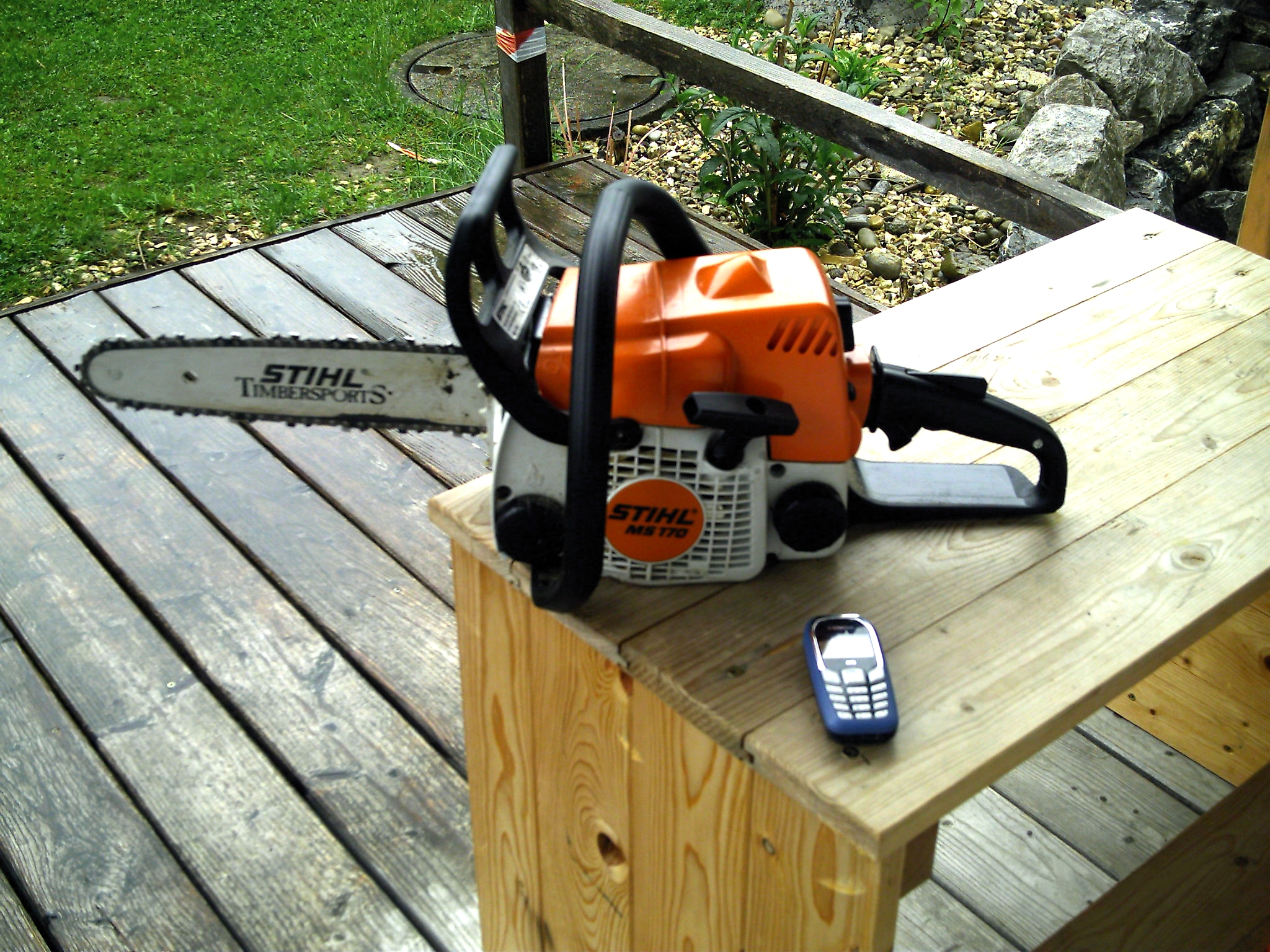
Tronçonneuse MS 170.